# 어느 사랑의 이야기
《어느 사랑의 이야기》는 1971년 공개된 대한민국의 영화이다.

## 배역
- 문희
- 신영일
- 최남현
- 허장강
- 트위스트 김
- 황백
- 김웅
- 전숙